# Żytkowizna
Żytkowizna ist ein kleiner Ort in der polnischen Woiwodschaft Ermland-Masuren und gehört zur Gmina Szczytno (Landgemeinde Ortelsburg) im Powiat Szczycieński (Kreis Ortelsburg).
Żytkowizna liegt in der südlichen Mitte der Woiwodschaft Ermland-Masuren, zwölf Kilometer südöstlich der Kreisstadt Szczytno (deutsch Ortelsburg).
Über die Geschichte der Waldsiedlung (polnisch Osada leśna) gibt es keine Unterlagen, auch nicht, ob der Ort vor 1945 vielleicht einen deutschen Namen hatte.
Żytkowizna ist heute eine Ortschaft innerhalb der Landgemeinde Szczytno im Powiat Szczycieński, bis 1998 der Woiwodschaft Olsztyn, seither der Woiwodschaft Ermland-Masuren zugehörig.
Kirchlich ist der Ort zur evangelischen Kirche Szczytno ausgerichtet, die zur Diözese Masuren der Evangelisch-Augsburgischen Kirche in Polen gehört. Außerdem ist er in die römisch-katholische Kirche Lipowiec (Lipowitz, 1933 bis 1945 Lindenort) im Erzbistum Ermland eingepfarrt.
Żytkowizna ist von der polnischen Landesstraße 53 (einstige deutsche Reichsstraße 134) aus im Abzweig Młyńsko in Richtung Lipowiec zu erreichen. Eine Anbindung an den Bahnverkehr besteht nicht.